# Ilme
Ilme är en 32,6 kilometer lång flod i distrikt Northeim, Niedersachsen, Tyskland. 
Den är en vänsterbiflod till Leine, som i sin tur är biflöde till Aller. Ilme har ett avrinningsområde på 393 km². 
Städer Ilme flyter genom: Dassel och Einbeck.